# Chloropteryx pacifica
Chloropteryx pacifica är en fjärilsart som beskrevs av Louis Beethoven Prout 1912. Chloropteryx pacifica ingår i släktet Chloropteryx och familjen mätare. Inga underarter finns listade i Catalogue of Life.